# Kraina baśni
Kraina baśni (tyt. oryg. Fairyland) – powieść fantastycznonaukowa brytyjskiego pisarza Paula J. McAuleya. Wydana w 1995 przez wydawnictwo Gollancz (ISBN 0-575-06070-0), a w Polsce w 1999 przez wydawnictwo Zysk i S-ka w tłumaczeniu Zbigniewa A. Królickiego(ISBN 83-7150-630-9).
Powieść zdobyła w 1996 nagrodę im. Arthura C. Clarke’a oraz w 1997 nagrodę im. Campbella za powieść, była ponadto nominowana w 1995 do Nagrody BSFA.

## Fabuła
Wizja świata przyszłości ukazująca chylącą się ku upadkowi postnanotechową i odmienioną przez rzeczywistość wirtualną Europę. Bohater zajmuje się projektowaniem wirusów zdolnych do infekowania układu nerwowego oraz nielegalnym handlem narkotykami i baśniami – produktami inżynierii genetycznej używanymi do rozrywki.